# Grazer AK
O Grazer Athletiksport-Klub (GAK) é um clube de esporte austríaco da cidade de Graz, fundado em 1902.

## História
Teve um período de ouro entre 1995-2005. Tem como grande rival na cidade, o Sturm Graz.

## Títulos
- Campeonato Austríaco de Futebol (1): 2004
- Copa da Áustria de Futebol (4): 1981, 2000, 2002, 2004
- Supercopa da Áustria (2): 2000, 2002